# Cristo Re - Libertà (Monza)
Cristo Re, conosciuto anche come zona Libertà, è un quartiere nella zona nord-est di Monza appartenente alla circoscrizione 1.
Esso si sviluppa lungo viale Libertà, che collega il centro di Monza a Concorezzo e Villasanta con i quali confina. I quartieri più prossimi sono quello di San Gerardo, situato oltre il sottopassaggio di viale Libertà, Monza Sobborghi e Cederna.
Cristo Re corrisponde alla parte di territorio monzese compresa tra la ferrovia Milano-Lecco, via Gallarana, viale Sicilia e viale Stucchi, oltre che le zone di caseggiato situate a nord di viale Libertà stesso.

## Strutture
Nel quartiere sono presenti luoghi di aggregazione come il centro civico, il liceo statale "Carlo Porta" di via della Guerrina, l'istituto superiore "Achille Mapelli" e più a sud, al confine col quartiere Cederna, strutture come la sede cittadina dell'Inps, lo Stadio e il Palazzetto dello Sport.